# Fara in Sabina, Lazio
Fara in Sabina är en stad och kommun i provinsen Rieti i den italienska regionen Lazio. Staden grundades av langobarderna på 600-talet. Bland sevärdheterna återfinns kyrkorna Sant'Antonino och San Giacomo. I kommunen ligger den forntida staden Cures.

## Bilder
| - Duomo di Sant'Antonino. - Kyrkan San Giacomo, uppförd i ungbarock. |